# Green Lake (condado de Green Lake, Wisconsin)
Green Grove es un pueblo ubicado en el condado de Clark en el estado estadounidense de Wisconsin. En el Censo de 2010 tenía una población de 756 habitantes y una densidad poblacional de 8,06 personas por km².

## Geografía
Green Grove se encuentra ubicado en las coordenadas 44°53′44″N 90°29′17″O / 44.89556, -90.48806. Según la Oficina del Censo de los Estados Unidos, Green Grove tiene una superficie total de 93.79 km², de la cual 93.25 km² corresponden a tierra firme y (0.57%) 0.54 km² es agua.

## Demografía
Según el censo de 2010, había 756 personas residiendo en Green Grove. La densidad de población era de 8,06 hab./km². De los 756 habitantes, Green Grove estaba compuesto por el 99.07% blancos, el 0.13% eran afroamericanos, el 0.26% eran amerindios, el 0% eran asiáticos, el 0% eran isleños del Pacífico, el 0.13% eran de otras razas y el 0.4% pertenecían a dos o más razas. Del total de la población el 0.26% eran hispanos o latinos de cualquier raza.